# Câmara dos Deputados do Brasil
Câmara dos Deputados é a câmara baixa do Congresso Nacional do Brasil e, ao lado do Senado Federal, faz parte do Poder Legislativo da União em âmbito federal. A Câmara está localizada na praça dos Três Poderes, na capital federal, e é composta pela Mesa da Câmara dos Deputados do Brasil, pelo Colégio de Líderes e pelas Comissões, que podem ser permanentes, temporárias, especiais ou de inquérito.
São 513 deputados que, através do voto proporcional, são eleitos e exercem seus cargos por quatro anos. Atualmente seu presidente é o deputado federal Hugo Motta, filiado ao Republicanos pelo estado da Paraíba. 
O número de deputados federais eleitos por estado é baseado na sua população, com um limite mínimo de 8 deputados e um limite máximo de 70 deputados por estado, que também é o número de deputados do estado mais populoso. Como o Brasil tem vários estados com população pequena, a Constituição Federal acabou por dar-lhes força política desproporcional, o que colabora para o desequilíbrio político do país. Enquanto em São Paulo cada deputado representava, em 2018, 650 mil habitantes, em Roraima cada deputado representava apenas 72 mil habitantes.

## História
Foi criada em 25 de março de 1824 pela Constituição brasileira de 1824 e no dia 6 de maio de 1826 foi realizada a sessão de abertura da primeira legislatura da Assembleia Geral Legislativa, em reunião conjunta da Câmara dos Deputados e do Senado.

## Estrutura organizacional
- Mesa Diretora
- Centro de Estudos e Debates Estratégicos
- Ouvidoria Parlamentar
- Procuradoria Parlamentar
- Corregedoria Parlamentar
- Comissões
- Colégio de Líderes
- Conselho de Ética e Decoro Parlamentar
- Deputados (Gabinetes)
- Secretaria da Mulher
- Secretaria de Relações Internacionais
- Secretaria de Comunicação Social (Secom)
- Secretaria de Controle Interno (Secin)
- Secretaria-Geral da Mesa (SGM)
  - Assessoria Técnico-Jurídica da Secretaria-Geral da Mesa
- Diretoria-Geral (DG)
  - Advocacia da Câmara dos Deputados (AdvCD)
  - Assessoria de Projetos e Gestão (Aproge)
  - Departamento de Polícia Legislativa Federal (Depol)
  - Departamento de Apoio Parlamentar (Deapa)
  - Diretoria Administrativa (Dirad)
  - Diretoria de Tecnologia da Informação (Ditec)
  - Departamento de Finanças, Orçamento e Contabilidade (Defin)
  - Departamento de Material e Patrimônio (Demap)
  - Departamento Técnico (Detec)
  - Centro de Documentação e Informação (Cedi)
  - Departamento de Comissões (Decom)
  - Departamento de Taquigrafia, Revisão e Redação (Detaq)
  - Diretoria de Recursos Humanos (DRH)
  - Departamento de Pessoal (Depes)
  - Secretaria Executiva da Comissão do Pecúlio
  - Centro de Formação, Treinamento e Aperfeiçoamento (Cefor)
  - Departamento de Atenção a Saúde (DAS)
  - Secretaria Executiva do Pró-Saúde
  - Consultoria-Geral (Conge)
    - Consultoria Legislativa (Conle)
    - Consultoria de Orçamento e Fiscalização Financeira (Conof)

- Fonte:[15]

## Funcionamento

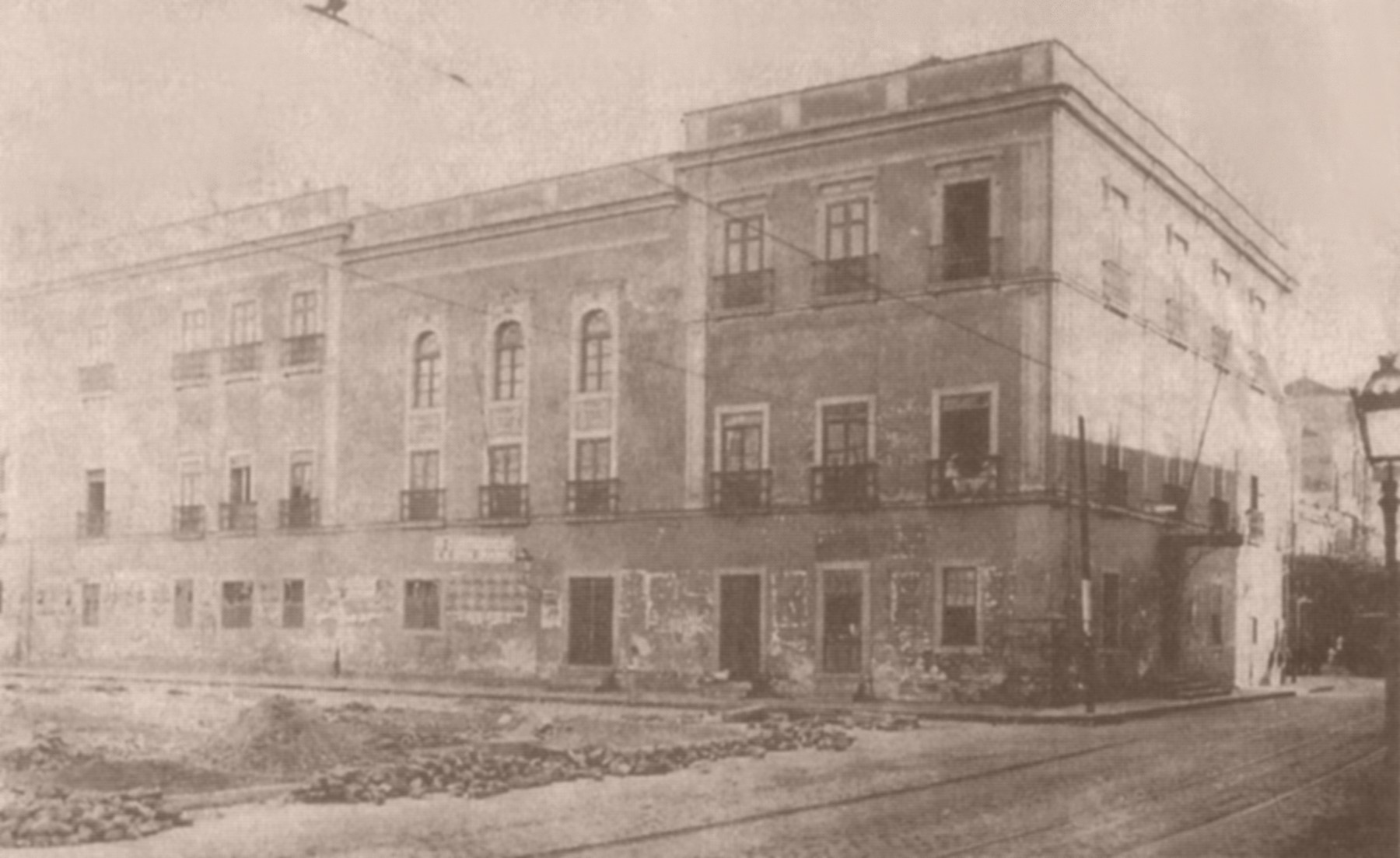
Primeira sede da Câmara dos Deputados Gerais no Rio de Janeiro, durante o Brasil Imperial. Este edifício, conhecido como Casa da Câmara e Cadeia, foi demolido para dar lugar ao Palácio Tiradentes.

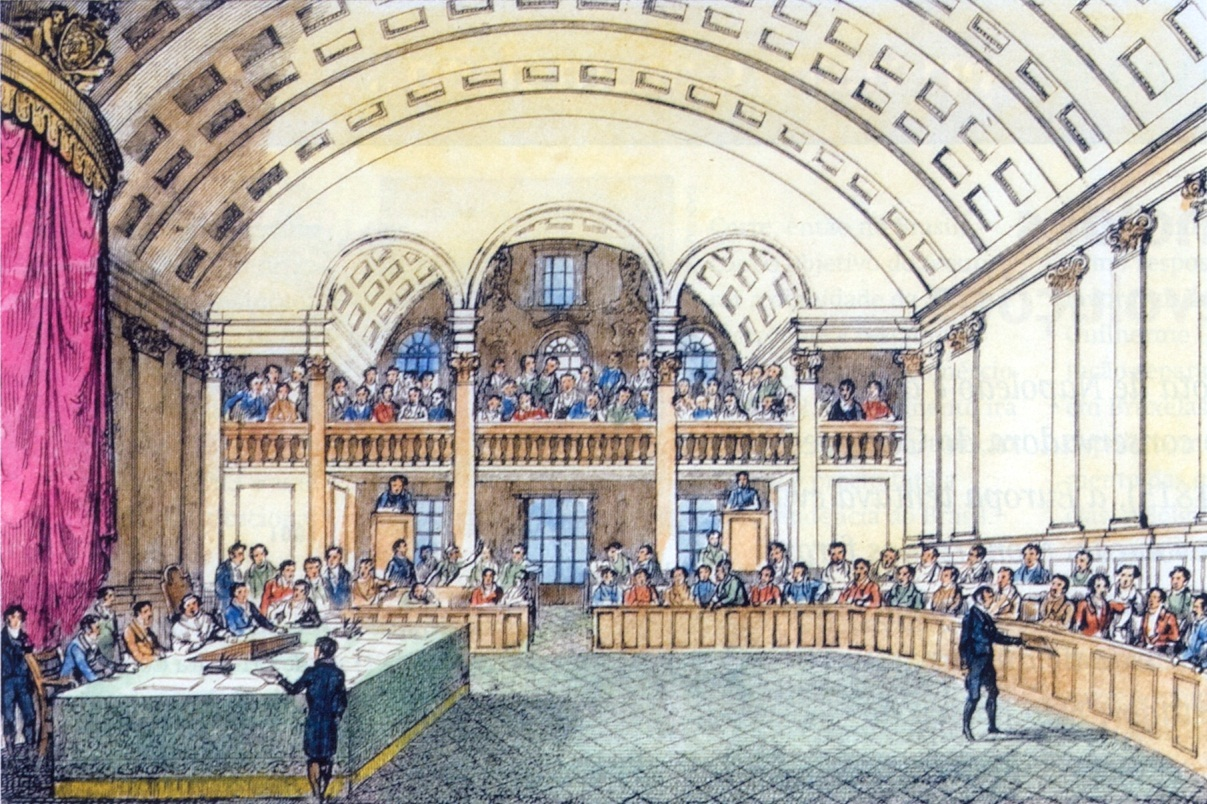
Pintura de Robert Walsh mostrando o plenário da Câmara no período imperial, 1830.

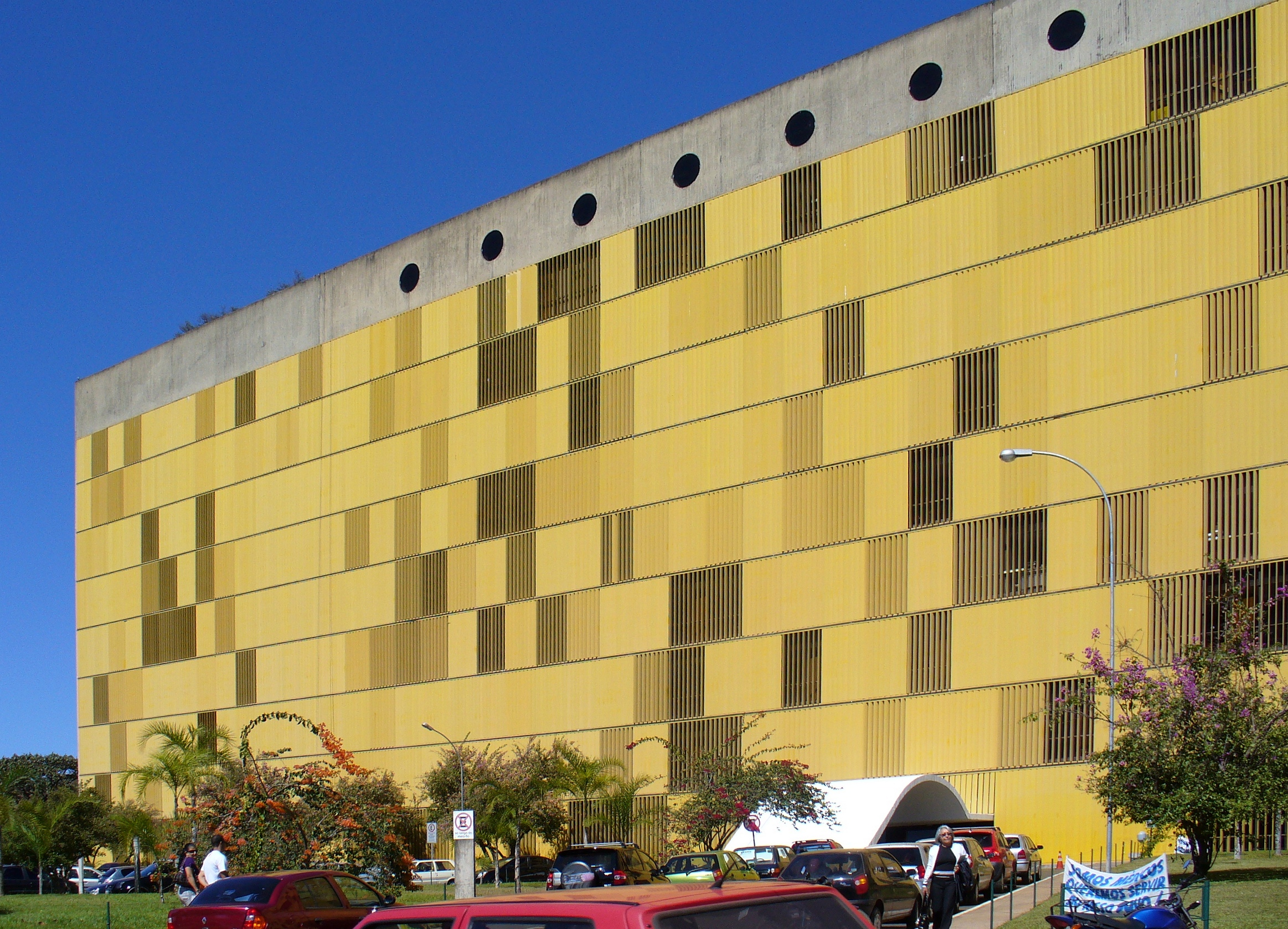
Muitos gabinetes de deputados ficam no Anexo IV da Câmara dos Deputados.

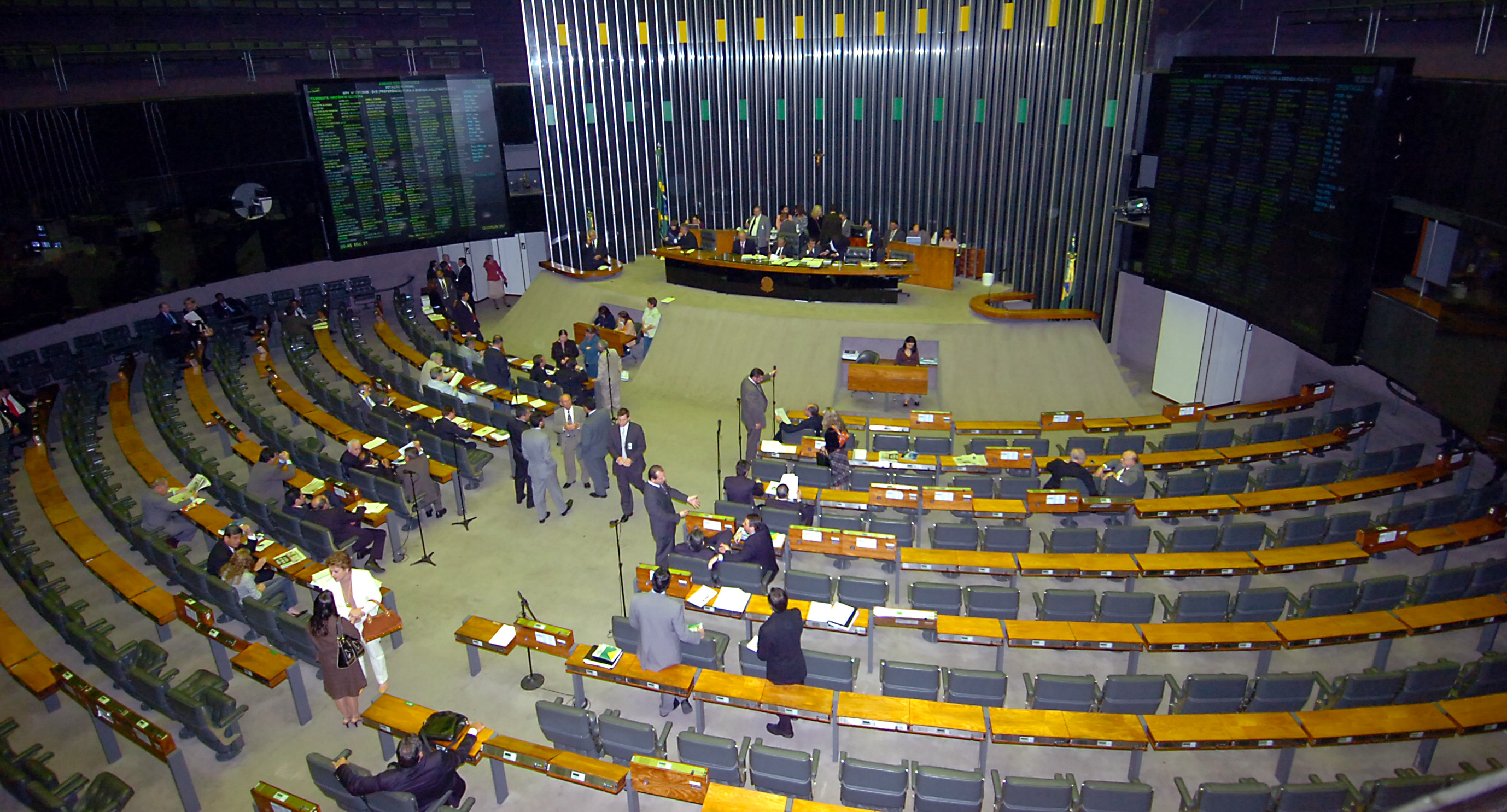
O plenário em 12 de julho de 2006.

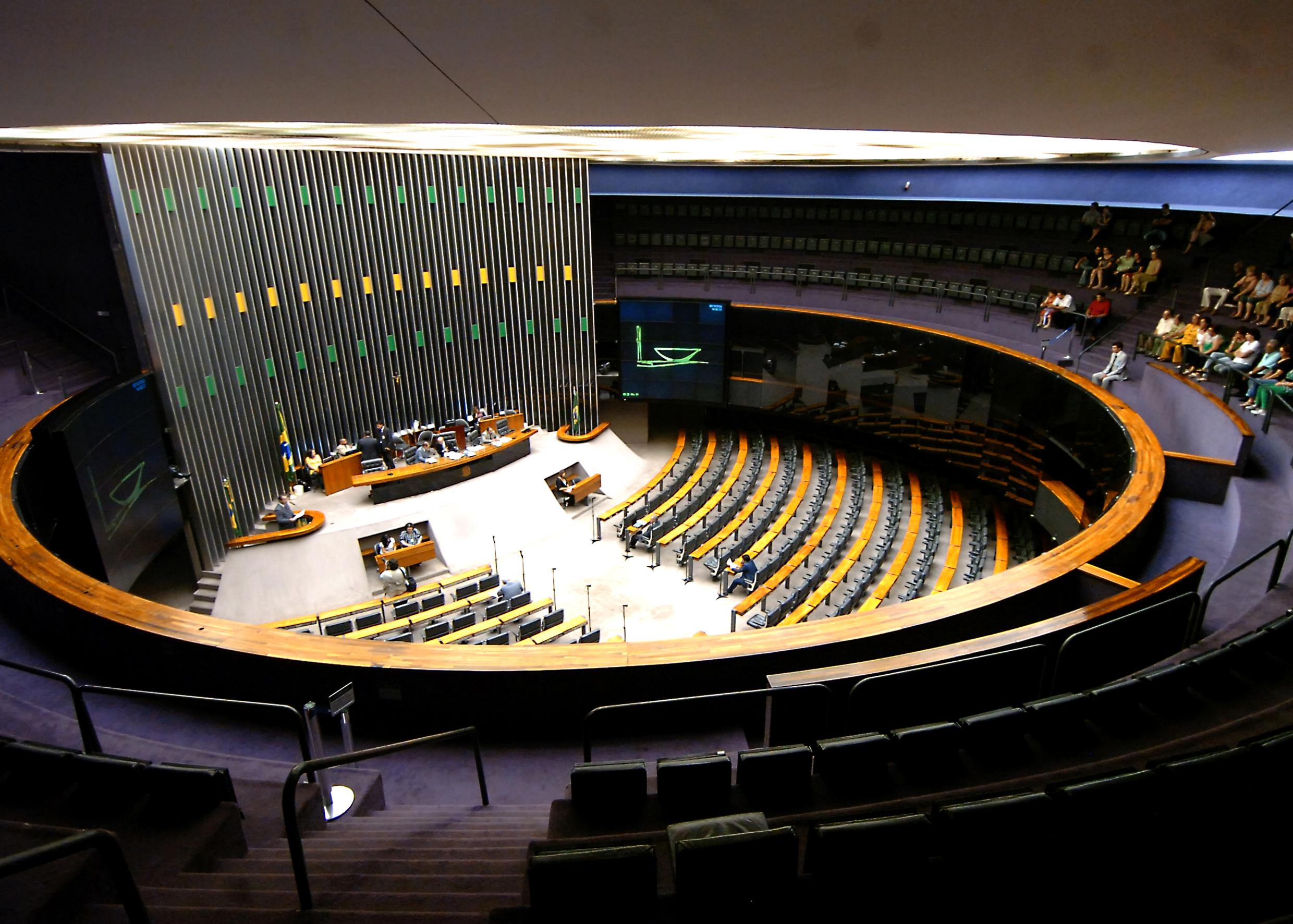
O plenário em 2012.

O Congresso Nacional trabalha em períodos de tempo próprios, e "legislatura" é o período de quatro anos em que o Congresso Nacional exerce as atribuições previstas na Constituição Federal. Cada legislatura é dividida, anualmente, em quatro sessões legislativas. Cada sessão legislativa ordinária tem início em 2 de fevereiro, é interrompida em 17 de julho, reiniciada em 1º de agosto e encerrada em 22 de dezembro.
- Regimento Interno - Constitui importantíssimo instrumento no processo de elaboração das leis do País. O Regimento, em sentido geral, é uma lei com regras e procedimentos destinados a determinar a estrutura, organização e funcionamento da Câmara dos Deputados, e, na condição de norma infraconstitucional, está sujeito à Constituição.
- Mesa Diretora - Tem por atribuição dirigir os trabalhos legislativos e os serviços administrativos da Casa. É um órgão colegiado, integrado por sete deputados eleitos entre os parlamentares da Casa. A Mesa tem competências específicas, como, por exemplo, a de promulgar, junto com a Mesa do Senado Federal, as emendas à Constituição e de propor alterações ao Regimento Interno. O mandato dos membros da Mesa é de dois anos.
- Presidente - É o representante da Câmara dos Deputados quando ela se pronuncia coletivamente e o supervisor dos seus trabalhos e da sua ordem. O cargo é privativo de brasileiro nato. Sua principal competência é definir a pauta de proposições a serem deliberadas pelo Plenário. Entre outras atribuições, o Presidente da Câmara dos Deputados substitui o Presidente da República e integra o Conselho da República e o Conselho de Defesa Nacional.
- Secretaria-Geral da Mesa - Assessora a Mesa nos trabalhos legislativos e a Presidência no desempenho de suas atribuições regimentais e constitucionais, dirige, coordena e orienta as atividades legislativas da Câmara dos Deputados, bem como acompanha e assessora as sessões plenárias e demais eventos de natureza técnico-política relacionados às atividades legislativas.
- Plenário - É o órgão máximo de deliberação da Casa. Nele, os representantes do povo, reunidos em sua totalidade, discutem e votam soberanamente as proposições em tramitação, no cumprimento da função constitucional conferida ao Poder Legislativo de elaboração do ordenamento jurídico e de fiscalização financeira e orçamentária.
- Comissões - As propostas são analisadas por grupos menores de Parlamentares. É o local onde se busca aprofundar o debate das matérias antes de elas serem submetidas à análise do Plenário. As Comissões podem ser permanentes, temporárias ou mistas. Vale ressaltar os trabalhos desenvolvidos pela Comissão de Legislação Participativa. Por seu intermédio, a Câmara dos Deputados abre à sociedade civil a possibilidade de acesso ao sistema de produção das normas que integram o ordenamento jurídico do País. Assim sendo, organizações civis e empresas podem levar diretamente ao Parlamento sua percepção sobre os problemas, demandas e necessidades da vida real e cotidiana brasileira.
- Maioria - É o partido ou bloco parlamentar integrado pela maioria absoluta dos Deputados. Como o total de membros da Casa é 513, a Maioria deve possuir 257 Deputados. No entanto, como o sistema de Governo adotado no País é o presidencialista, torna-se muito difícil a um partido ou bloco parlamentar obter a maioria absoluta na Casa. Por isso, o Regimento Interno fixa que, não havendo agremiação partidária com tal composição, será considerado Maioria o partido ou bloco que possuir o maior número de Deputados.
- Minoria - É o maior partido ou bloco parlamentar em oposição ao pensamento da Maioria sobre o Governo Federal (Poder Executivo). Assim, se a Maioria é favorável ao Governo, a Minoria será o maior partido entre aqueles contrários ao entendimento do Governo.
- Lideranças - Os Deputados, agrupados em representações partidárias ou blocos parlamentares, elegem seus líderes, que, entre outras atribuições, encaminham as votações nas Comissões e no Plenário, onde podem fazer uso da palavra, em qualquer tempo da sessão, para tratar de assunto de relevância nacional ou defender determinada linha política. Os Líderes também indicam os deputados para compor as Comissões Técnicas e registram os candidatos para concorrer aos cargos da Mesa Diretora. O Presidente da República poderá indicar deputado para exercer a Liderança do Governo, composta de um Líder e dez Vice-Líderes.
- Colégio de Líderes - Órgão de discussão e de negociação política é fundamental para o processo legislativo, pois viabiliza a conciliação entre os diferentes interesses das categorias representadas na Casa. O Colégio e Líderes é composto pelos Líderes da Maioria, da Minoria, dos partidos, dos blocos parlamentares e do Governo.
- Procuradoria Parlamentar - Responsável pela defesa da Câmara, de seus órgãos e membros perante a sociedade, em razão do exercício do mandato ou atribuições institucionais, a Procuradoria Parlamentar providencia a defesa judicial e extrajudicial da Casa, por meio de advogado, do Ministério Público ou da Advocacia-Geral da União, e também promove a ampla publicidade reparadora, com direito de resposta, direito à indenização por dano moral ou material, no caso de algum órgão de comunicação veicular matéria ofensiva à Casa ou a seus membros. Ela é composta por onze membros, designados pelo Presidente da Câmara, com mandato de dois anos e trabalha em colaboração com a Mesa.
- Corregedor - Após eleita, a Mesa designa quatro de seus membros efetivos para se responsabilizarem, no exercício do cargo de Corregedor e de Corregedores Substitutos, pela manutenção do decoro, da ordem e disciplina no âmbito da Casa. O Corregedor preside inquérito que envolva deputado.
- Conselho de Ética e Decoro Parlamentar - É o órgão encarregado do procedimento disciplinar destinado à aplicação de penalidades nos casos de descumprimento das normas relativas ao decoro parlamentar. Os trabalhos do Conselho de Ética e Decoro Parlamentar são regidos por regulamento próprio, que dispõe sobre os procedimentos a serem observados no processo disciplinar parlamentar, de acordo com o disposto no Código de Ética e Decoro Parlamentar e no Regimento Interno da Câmara dos Deputados. O Conselho, nos casos de processo disciplinar, atua mediante provocação da Mesa. Cabe ao Conselho, entre outras atribuições, zelar pela observância dos preceitos éticos, cuidando da preservação da dignidade parlamentar; instaurar o processo disciplinar e proceder aos os atos necessários à sua instrução; responder a consultas da Mesa, de comissões e de Deputados sobre matéria de sua competência.
- Ouvidoria Parlamentar - Recebe, examina e encaminha denúncias de pessoas físicas ou jurídicas sobre irregularidades ou ilegalidades praticadas na Administração Pública. Tem o dever de responder aos cidadãos ou entidades questões sobre as providências tomadas pela Câmara dos Deputados, além de encaminhar as reclamações ou representações ao Ministério Público, Tribunal de Contas da União ou outros órgãos competentes. A Ouvidoria Parlamentar é composta por um Ouvidor-Geral e dois Ouvidores Substitutos, designados pelo Presidente da Câmara, com mandato de dois anos, vedada a recondução. As ações da Ouvidoria Parlamentar são amplamente divulgadas pelos órgãos de comunicação da Casa.
- Diretoria-Geral - Com o objetivo de dar suporte aos trabalhos legislativos, a estrutura funcional da Câmara dos Deputados conta com esse cargo, que cuida do planejamento, da coordenação e do controle das atividades administrativas da Casa. É auxiliada por outras três Diretorias: Administrativa, de Recursos Humanos e Legislativa. Também integram a estrutura administrativa da Instituição nove departamentos, três centros, três assessorias, duas secretarias e duas consultorias.
- Departamento de Polícia Legislativa Federal - É a instituição policial brasileira subordinada à Câmara dos Deputados, que, de acordo com a Constituição de 1988 e a Resolução n. 18, de 2003, exerce as funções de polícia judiciária e de polícia ostensiva da Câmara baixa do Poder Legislativo da União a fim de promover a manutenção da ordem pública, a incolumidade das pessoas e a proteção dos bens, serviços e interesses da Câmara dos Deputados.[18]

### Funções
À Câmara dos Deputados compete privativamente: eleger os membros do Conselho da República e autorizar a abertura de processo por crime de responsabilidade contra o presidente da República e seus ministros. Juntamente com o Senado Federal forma o Congresso Nacional do Brasil, cabendo a esta instituição: a aprovação, alteração e revogação de Leis; autorização ao presidente para a declaração de guerra; sustar atos do Poder Executivo; julgar as contas do Presidente da República; dentre outras funções, enumeradas no capítulo I, título IV, da Constituição Federal de 1988.
Sendo uma câmara baixa, a Câmara dos Deputados é geralmente considerada uma câmara mais popular e próxima da opinião popular comparado ao Senado Federal. O Senado e seus membros geralmente possuem maior prestígio do que a Câmara dos Deputados e seus membros. Por exemplo o mandato dos senadores é maior com um mandato de 8 anos, e o número de senadores é menor (81) em relação ao de deputados federais.
Porém, segundo o artigo 80 da Constituição brasileira é o presidente da Câmara dos Deputados que é o segundo na linha de sucessão do presidente da República, logo após o vice-presidente, sendo chamado em caso de cassação de mandato (impeachment) ou vacância de ambos os cargos. Isso ocorre para dar a maior legitimidade possível a decisão, pois os deputados federais são considerados representantes do povo e os senadores representantes dos estados e do Distrito Federal. Após esse assumem o presidente do Senado Federal e o presidente do Supremo Tribunal Federal (STF).
Segundo o artigo 51 da Constituição Federal cabe privativamente (redação dada pelo art. 51 da CF/88) à Câmara do Deputados do Brasil:
- Autorizar, por dois terços de seus membros, a instauração de processo contra o presidente e o vice-presidente da República e os ministros de Estado;
- Proceder à tomada de contas do presidente da República, quando não apresentadas ao Congresso Nacional dentro de sessenta dias após a abertura da sessão legislativa;
- Elaborar seu regimento interno;
- Dispor sobre sua organização, funcionamento, polícia, criação, transformação ou extinção dos cargos, empregos e funções de seus serviços, e a iniciativa de lei para fixação da respectiva remuneração, observados os parâmetros estabelecidos na lei de diretrizes orçamentárias;
- Eleger membros do Conselho da República.

### Representação

Composição da Câmara dos Deputados do Brasil, após a Lei Complementar 78/1993

A lei complementar que prevê o número de deputados federais, prevê que a distribuição de cadeiras deve ser feita conforme a população dos estados fornecida no ano anterior à eleição, com esta estatística sendo fornecida pelo IBGE. Essa proporcionalidade é limitada a um mínimo de oito deputados e a um máximo de setenta deputados por estado. Essa semiproporcionalidade faz com que Roraima seja representado por um deputado para cada 51 mil habitantes e, no outro extremo, São Paulo, seja representado por um deputado para cada 585 mil habitantes.
A atualização da distribuição das vagas não é feita desde 1993, uma vez que a lei complementar não definiu quem faria os cálculos de atualização. Em 2013, o TSE tentou atualizar a distribuição conforme o censo demográfico mais recente à época. À época, Paraíba e Piauí teriam as maiores reduções, enquanto o Pará ganharia mais vagas. Porém, no ano seguinte o STF proclamou a inconstitucionalidade do intento após recursos de assembleias legislativas e governos estaduais dos estados que perderiam vagas. A composição da bancada federal dos estados determina diretamente a composição dos legislativos estaduais.

#### Distribuição representativa

##### Por região
| Região       | População (prévia 2022) | %      | Assentos  | %      |
| ------------ | ----------------------- | ------ | --------- | ------ |
| Sudeste      | 87 348 223              | 42,04% | 179 / 513 | 34,89% |
| Nordeste     | 55 389 382              | 26,66% | 151 / 513 | 29,43% |
| Sul          | 30 685 598              | 14,77% | 77 / 513  | 15,01% |
| Norte        | 17 834 762              | 8,58%  | 65 / 513  | 12,67% |
| Centro-Oeste | 16 492 326              | 7,94%  | 41 / 513  | 7,99%  |

##### Por estado
| Estado              | População (prévia 2022) | %      | Assentos | %      |
| ------------------- | ----------------------- | ------ | -------- | ------ |
| São Paulo           | 46 024 937              | 22,15% | 70 / 513 | 13,65% |
| Minas Gerais        | 20 732 660              | 9,98%  | 53 / 513 | 10,33% |
| Rio de Janeiro      | 16 615 526              | 8,00%  | 46 / 513 | 8,97%  |
| Bahia               | 14 659 023              | 7,06%  | 39 / 513 | 7,60%  |
| Paraná              | 11 835 379              | 5,70%  | 30 / 513 | 5,84%  |
| Rio Grande do Sul   | 11 088 065              | 5,34%  | 31 / 513 | 6,04%  |
| Pernambuco          | 9 051 113               | 4,36%  | 25 / 513 | 4,87%  |
| Ceará               | 8 936 431               | 4,30%  | 22 / 513 | 4,29%  |
| Pará                | 8 442 962               | 4,06%  | 17 / 513 | 3,31%  |
| Santa Catarina      | 7 762 154               | 3,74%  | 16 / 513 | 3,12%  |
| Goiás               | 6 950 976               | 3,35%  | 17 / 513 | 3,31%  |
| Maranhão            | 6 800 605               | 3,35%  | 18 / 513 | 3,51%  |
| Paraíba             | 4 030 961               | 1,94%  | 12 / 513 | 2,34%  |
| Espírito Santo      | 3 975 100               | 1,91%  | 10 / 513 | 1,94%  |
| Amazonas            | 3 952 262               | 1,90%  | 8 / 513  | 1,56%  |
| Mato Grosso         | 3 784 239               | 1,82%  | 8 / 513  | 1,56%  |
| Rio Grande do Norte | 3 303 953               | 1,59%  | 8 / 513  | 1,56%  |
| Piauí               | 3 270 174               | 1,57%  | 10 / 513 | 1,95%  |
| Alagoas             | 3 125 254               | 1,50%  | 9 / 513  | 1,75%  |
| Distrito Federal    | 2 923 369               | 1,41%  | 8 / 513  | 1,56%  |
| Mato Grosso do Sul  | 2 833 742               | 1,36%  | 8 / 513  | 1,56%  |
| Sergipe             | 2 211 868               | 1,06%  | 8 / 513  | 1,56%  |
| Rondônia            | 1 616 379               | 0,78%  | 8 / 513  | 1,56%  |
| Tocantins           | 1 584 306               | 0,76%  | 8 / 513  | 1,56%  |
| Acre                | 829 780                 | 0,40%  | 8 / 513  | 1,56%  |
| Amapá               | 774 268                 | 0,37%  | 8 / 513  | 1,56%  |
| Roraima             | 634 805                 | 0,31%  | 8 / 513  | 1,56%  |

## Legislaturas
| Ordem | Legislatura      | Duração | Duração |
| Ordem | Legislatura      | Início  | Fim     |
| ----- | ---------------- | ------- | ------- |
| 1     | 1.ª Legislatura  | 1826    | 1829    |
| 2     | 2.ª Legislatura  | 1830    | 1833    |
| 3     | 3.ª Legislatura  | 1834    | 1837    |
| 4     | 4.ª Legislatura  | 1838    | 1841    |
| 5     | 5.ª Legislatura  | 1842    | 1844    |
| 6     | 6.ª Legislatura  | 1845    | 1847    |
| 7     | 7.ª Legislatura  | 1848    | —       |
| 8     | 8.ª Legislatura  | 1849    | 1852    |
| 9     | 9.ª Legislatura  | 1853    | 1856    |
| 10    | 10.ª Legislatura | 1857    | 1860    |
| 11    | 11.ª Legislatura | 1861    | 1863    |
| 12    | 12.ª Legislatura | 1864    | 1866    |
| 13    | 13.ª Legislatura | 1867    | 1868    |
| 14    | 14.ª Legislatura | 1869    | 1872    |
| 15    | 15.ª Legislatura | 1872    | 1875    |
| 16    | 16.ª Legislatura | 1876    | 1877    |
| 17    | 17.ª Legislatura | 1878    | 1881    |
| 18    | 18.ª Legislatura | 1882    | 1884    |
| 19    | 19.ª Legislatura | 1885    | —       |
| 20    | 20.ª Legislatura | 1886    | 1889    |

| Ordem | Legislatura      | Duração | Duração |
| Ordem | Legislatura      | Início  | Fim     |
| ----- | ---------------- | ------- | ------- |
| 1     | 21.ª Legislatura | 1890    | 1891    |
| 2     | 22.ª Legislatura | 1891    | 1893    |
| 3     | 23.ª Legislatura | 1894    | 1896    |
| 4     | 24.ª Legislatura | 1897    | 1899    |
| 5     | 25.ª Legislatura | 1900    | 1902    |
| 6     | 26.ª Legislatura | 1903    | 1905    |
| 7     | 27.ª Legislatura | 1906    | 1908    |
| 8     | 28.ª Legislatura | 1909    | 1911    |
| 9     | 29.ª Legislatura | 1912    | 1914    |
| 10    | 30.ª Legislatura | 1915    | 1917    |
| 11    | 31.ª Legislatura | 1918    | 1920    |
| 12    | 32.ª Legislatura | 1921    | 1923    |
| 13    | 33.ª Legislatura | 1924    | 1926    |
| 14    | 34.ª Legislatura | 1927    | 1929    |
| 15    | 35.ª Legislatura | 1930    | —       |

| Ordem | Legislatura      | Duração | Duração |
| Ordem | Legislatura      | Início  | Fim     |
| ----- | ---------------- | ------- | ------- |
| 1     | 36.ª Legislatura | 1934    | 1935    |
| 2     | 37.ª Legislatura | 1935    | 1937    |

| Ordem | Legislatura      | Duração | Duração |
| Ordem | Legislatura      | Início  | Fim     |
| ----- | ---------------- | ------- | ------- |
| 1     | 38.ª Legislatura | 1946    | 1950    |
| 2     | 39.ª Legislatura | 1951    | 1954    |
| 3     | 40.ª Legislatura | 1955    | 1958    |
| 4     | 41.ª Legislatura | 1959    | 1962    |
| 5     | 42.ª Legislatura | 1963    | 1966    |
| 6     | 43.ª Legislatura | 1967    | 1970    |

| Ordem | Legislatura      | Duração | Duração |
| Ordem | Legislatura      | Início  | Fim     |
| ----- | ---------------- | ------- | ------- |
| 1     | 44.ª Legislatura | 1971    | 1975    |
| 2     | 45.ª Legislatura | 1975    | 1979    |
| 3     | 46.ª Legislatura | 1979    | 1983    |
| 4     | 47.ª Legislatura | 1983    | 1987    |

| Ordem | Legislatura      | Duração | Duração |
| Ordem | Legislatura      | Início  | Fim     |
| ----- | ---------------- | ------- | ------- |
| 1     | 48.ª Legislatura | 1987    | 1991    |
| 2     | 49.ª Legislatura | 1991    | 1995    |
| 3     | 50.ª Legislatura | 1995    | 1999    |
| 4     | 51.ª Legislatura | 1999    | 2003    |
| 5     | 52.ª Legislatura | 2003    | 2007    |
| 6     | 53.ª Legislatura | 2007    | 2011    |
| 7     | 54.ª Legislatura | 2011    | 2015    |
| 8     | 55.ª Legislatura | 2015    | 2019    |
| 9     | 56.ª Legislatura | 2019    | 2023    |
| 10    | 57.ª Legislatura | 2023    | 2027    |

#### Histórico de distribuição partidária
Distribuição partidaria na Câmara dos Deputados na 6.ª República
Em itálico: partidos sem representação atual

## Composição atual

### Bancadas na posse
Os partidos políticos elegeram as seguintes bancadas nas quatro últimas eleições gerais:
| Partidos        | Cadeiras (2011) | Cadeiras (2015) | Cadeiras (2019) | Cadeiras (2023) |
| --------------- | --------------- | --------------- | --------------- | --------------- |
| PT              | 88              | 69              | 54              | 68              |
| UNIÃO           | 44              | 22              | 81              | 59              |
| PP              | 44              | 38              | 38              | 47              |
| PSD             | —               | 36              | 35              | 42              |
| MDB             | 78              | 65              | 34              | 42              |
| PL              | 40              | 34              | 33              | 98              |
| PSB             | 34              | 34              | 32              | 14              |
| Republicanos    | 8               | 21              | 30              | 41              |
| PSDB            | 53              | 54              | 29              | 13              |
| PDT             | 26              | 20              | 28              | 17              |
| Solidariedade   | —               | 26              | 21              | 7               |
| Podemos         | 19              | 22              | 25              | 18              |
| PSOL            | 3               | 5               | 10              | 12              |
| PRD             | 24              | 30              | 19              | 5               |
| PCdoB           | 15              | 10              | 9               | 6               |
| Cidadania       | 12              | 10              | 8               | 5               |
| Avante          | 4               | 1               | 7               | 7               |
| PV              | 14              | 8               | 4               | 6               |
| NOVO            | —               | —               | 8               | 3               |
| Outros partidos | 7               | 8               | 8               | 3               |
| Total           | 513             | 513             | 513             | 513             |

### Composição e lideranças
A atual composição da Casa 57.ª legislatura é a seguinte:
| Partido                  | Deputados | Líder / representante | Posição      |
| ------------------------ | --------- | --------------------- | ------------ |
| PL                       | 91        | Sóstenes Cavalcante   | Oposição     |
| FE Brasil                | 80        | Lindbergh Farias      | Governo      |
| União                    | 59        | Pedro Lucas Fernandes | Independente |
| PP                       | 50        | Doutor Luizinho       | Oposição     |
| PSD                      | 45        | Antonio Brito         | Governo      |
| MDB                      | 44        | Isnaldo Bulhões Jr.   | Governo      |
| Republicanos             | 44        | Gilberto Abramo       | Independente |
| PDT                      | 18        | Mário Heringer        | Independente |
| Federação PSDB Cidadania | 17        | Adolfo Viana          | Oposição     |
| PODE                     | 14        | Rodrigo Gambale       | Oposição     |
| PSB                      | 14        | Pedro Campos          | Governo      |
| Federação PSOL Rede      | 14        | Talíria Petrone       | Governo      |
| Avante                   | 7         | Luís Tibé             | Governo      |
| PRD                      | 5         | Fred Costa            | Oposição     |
| Solidariedade            | 5         | Aureo Ribeiro         | Governo      |
| NOVO                     | 5         | Adriana Ventura       | Oposição     |
| Sem partido              | 1         | Chiquinho Brazão      | Governo      |

g. ^ Bancadas com maioria governista, mas que possuem deputados independentes e de oposição.

### Composição dos blocos partidários
A atual composição dos blocos partidários, da liderança do governo, da oposição, da maioria e da minoria é a seguinte:
| Bloco    | Bancada | Líder                     |
| -------- | ------- | ------------------------- |
| Governo  | -       | José Guimarães (PT-CE)    |
| Maioria  | -       | Aguinaldo Ribeiro (PP-PB) |
| Oposição | -       | Carlos Jordy (PL-RJ)      |
| Minoria  | -       | Bia Kicis (PL-DF)         |

### Mesa Diretora
A atual composição da Mesa da Câmara dos Deputados é a seguinte:
| Cargo              | Nome                     | Partido      | Unidade Federativa |
| ------------------ | ------------------------ | ------------ | ------------------ |
| Presidente         | Hugo Motta               | Republicanos | Paraíba            |
| 1º Vice-presidente | Altineu Côrtes           | PL           | Rio de Janeiro     |
| 2° Vice-presidente | Elmar Nascimento         | UNIÃO        | Bahia              |
| 1° Secretário      | Carlos Veras             | PT           | Pernambuco         |
| 2° Secretário      | Lula da Fonte            | PP           | Rio de Janeiro     |
| 3ª Secretária      | Delegada Katarina        | PSD          | Sergipe            |
| 4° Secretário      | Sérgio Souza             | MDB          | Paraná             |
| 1° Suplente        | Antônio Carlos Rodrigues | PL           | São Paulo          |
| 2º Suplente        | Paulo Folletto           | PSB          | Espírito Santo     |
| 3° Suplente        | Dr. Victor Linhalis      | PODE         | Espírito Santo     |
| 4° Suplente        | Paulo Alexandre Barbosa  | PSDB         | São Paulo          |

### Comissões permanentes
A atual composição das presidências das comissões permanentes é a seguinte:
| Comissão                                                                      | Presidente (partido)                | Unidade Federativa | Site |
| ----------------------------------------------------------------------------- | ----------------------------------- | ------------------ | ---- |
| Comissão de Agricultura, Pecuária, Abastecimento e Desenvolvimento Rural      | Rodolfo Nogueira (PL)               | Mato Grosso do Sul | Link |
| Comissão de Ciência e Tecnologia, Comunicação e Informática                   | Ricardo Barros (PP)                 | Paraná             | Link |
| Comissão de Constituição e Justiça e de Cidadania                             | Paulo Azi (UNIÃO)                   | Bahia              | Link |
| Comissão de Cultura                                                           | Denise Pessôa (PT)                  | Rio Grande do Sul  | Link |
| Comissão de Defesa do Consumidor                                              | Daniel Almeida (PCdoB)              | Bahia              | Link |
| Comissão de Defesa dos Direitos da Mulher                                     | Célia Xakriabá (PSOL)               | Minas Gerais       | Link |
| Comissão de Defesa dos Direitos da Pessoa Idosa                               | Zé Silva (Solidariedade)            | Minas Gerais       | Link |
| Comissão de Defesa dos Direitos das Pessoas com Deficiência                   | Duarte Júnior (PSB)                 | Maranhão           | Link |
| Comissão de Desenvolvimento Econômico, Indústria e Comércio e Serviços        | Lafayette de Andrada (Republicanos) | Minas Gerais       | Link |
| Comissão de Desenvolvimento Urbano                                            | Yuri do Paredão (MDB)               | Ceará              | Link |
| Comissão de Direitos Humanos e Minorias                                       | Reimont (PT)                        | Rio de Janeiro     | Link |
| Comissão de Educação                                                          | Maurício Carvalho (União)           | Rondônia           | Link |
| Comissão de Esporte                                                           | Laura Carneiro (PSD)                | Rio de Janeiro     | Link |
| Comissão de Finanças e Tributação                                             | Rogério Correia (PT)                | Minas Gerais       | Link |
| Comissão de Fiscalização Financeira e Controle                                | Bacelar (PV)                        | Bahia              | Link |
| Comissão de Integração Nacional, Desenvolvimento Regional e da Amazônia       | Yandra Moura (UNIÃO)                | Sergipe            | Link |
| Comissão de Legislação Participativa                                          | Fred Costa (PRD)                    | Minas Gerais       | Link |
| Comissão de Meio Ambiente e Desenvolvimento Sustentável                       | Elcione Barbalho (MDB)              | Pará               | Link |
| Comissão de Minas e Energia                                                   | Diego Andrade (PSD)                 | Minas Gerais       | Link |
| Comissão de Relações Exteriores e de Defesa Nacional                          | Filipe Barros (PL)                  | Paraná             | Link |
| Comissão de Saúde                                                             | Zé Vitor (PL)                       | Minas Gerais       | Link |
| Comissão de Segurança Pública e Combate ao Crime Organizado                   | Paulo Bilynskyj (PL)                | São Paulo          | Link |
| Comissão de Previdência, Assistência Social, Infância, Adolescência e Família | Ruy Carneiro (PODE)                 | Paraíba            | Link |
| Comissão de Trabalho, de Administração e Serviço Público                      | Léo Prates (PDT)                    | Bahia              | Link |
| Comissão de Turismo                                                           | Marcelo Álvaro Antônio (PL)         | Minas Gerais       | Link |
| Comissão de Viação e Transportes                                              | Maurício Neves (PP)                 | São Paulo          | Link |

## Gabinetes
Cada Deputado Federal possui um Gabinete, integrado por entre 5 e 25 secretários parlamentares, nomeados por escolha do parlamentar. Cada parlamentar possui uma verba mensal de cerca de 125 mil reais, para utilizar com o salário dos secretários que lhe prestarão assessoria.
Além dos assessores, os deputados recebem uma Cota Parlamentar, cujo valor varia entre 36 e 50 mil reais mensais, de acordo com a Unidade Federativa que representam, para uso em diversas despesas relacionadas à atividade parlamentar, como passagens aéreas, telefone, selos, combustível, alimentação, hospedagem, consultoria, dentre outras. Os gastos do parlamentar são reembolsados até o limite da Cota, sem exame do mérito sobre a necessidade, oportunidade e conveniência da despesa, sendo analisados apenas no aspecto formal.